# Arthur Grünberger
Art(h)ur Grünberger (später auch Gruenberger; geboren 11. April 1882 in Fulnek, Mähren, Österreich-Ungarn; gestorben 21. August 1935 in Los Angeles, USA) war seit 1913 selbstständiger Architekt, Maler und Bühnenbildner.

## Leben
Er studierte an der Technischen Hochschule Wien und der Akademie der bildenden Künste Wien. 1923 wanderte er in die Vereinigten Staaten aus.

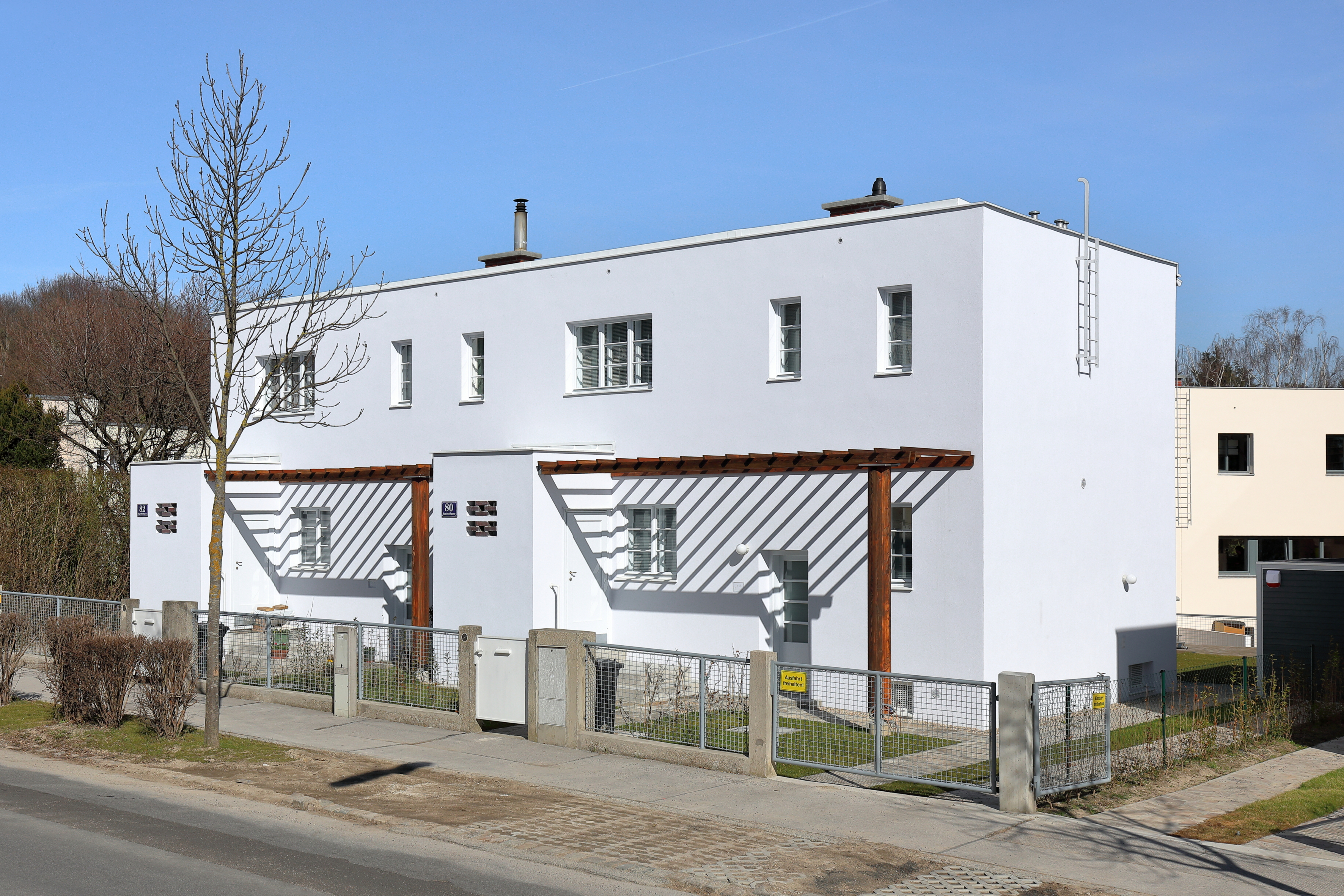
Doppelhaus Jagdschloßgasse 80, 82; um 1930

Er nahm aber in Wien 1924 am internationalen Architektenwettbewerb für den Bau der Hietzinger Synagoge teil und gewann diesen. Die Synagoge wurde von 1926 bis 1928 nach seinen Entwürfen unter Mitarbeit von Adolf Jelletz errichtet. Das Bauwerk wurde im Zuge der Novemberpogrome 1938 zerstört, die Reste wurden 1939 abgetragen (eine Gedenkstele erinnert daran).
In Wien war er 1932 am Entstehen der Werkbundsiedlung Wien beteiligt, die von Josef Frank geplant und organisiert wurde. Grünberger entwarf die bis heute bestehenden Häuser Jagdschlossgasse 80 und 82, benachbart den von Margarete Schütte-Lihotzky entworfenen Häusern Woinovichgasse 2 und 4 und den Häusern Jagdschlossgasse 76 und 78 von Josef Franz Dex.
In den Vereinigten Staaten wirkte Grünberger als Filmausstatter, entwarf aber keine Bauwerke mehr.